# Josef Kyrle
Josef Kyrle (* 8. Dezember 1880 in Schärding; † 20. März 1926 in Wien) war ein österreichischer Dermatologe.

## Leben
Josef Kyrle, Sohn des Reichsrats und Landtagsabgeordneten Eduard Kyrle, studierte an der Universität Graz, wo er 1904 sein Doktorat ablegte. Während seines Studiums wurde er 1903 Mitglied der Burschenschaft Ostmark Graz. Danach ging er als Schüler von Anton Weichselbaum nach Wien an das Pathologisch-anatomische Institut der Universität Wien. 1906 wechselte er an die Universitätsklinik für Dermatologie und Syphilis im Allgemeinen Krankenhaus unter Ernest Finger (1856–1939). Kyrle habilitierte sich hier 1913 und wurde 1918 außerordentlicher Professor.
Er wurde am Döblinger Friedhof (Gruppe 8, Nummer 2) bestattet.
1932 wurde die Josef-Kyrle-Gasse in Wien-Hietzing nach ihm benannt.

## Leistung
Kyrles bedeutendste wissenschaftliche Leistung liegt in seiner Zusammenarbeit mit Julius Wagner-Jauregg. Dieser hatte die Idee zur therapeutischen Erzeugung von Fieber bei Syphilis-Patienten durch Malariaerreger. Wagner-Jauregg und Kyrle erprobten ihr Verfahren bei tausenden Patienten, wobei Kyrle deren Liquor cerebrospinalis untersuchte. Durch den frühen Tod Kyrles konnte dieser nicht mehr miterleben, wie Wagner-Jauregg 1927 den Nobelpreis für Medizin für diese gemeinsamen Forschungsarbeiten erhielt.
1916 beschrieb er die nach ihm benannte Morbus Kyrle (Idiopathische perforierende Dermatose, Hyperkeratosis follicularis et parafollicularis in cutem penetrans). Außerdem forschte Kyrle zusammen mit Anton Weichselbaum über die Langerhans-Inseln.

## Schriften
- Über den derzeitigen Stand der Lehre von der Pathologie und Therapie der Syphilis
- Vorlesungen über Histo-Biologie der menschlichen Haut, 2 Bände, 1925–27